# ミシシッピ川
ミシシッピ川（ミシシッピがわ、英語:Mississippi River）は、北アメリカ大陸を流れる河川の1つである。アメリカ合衆国のミネソタ州を源流とし、メキシコ湾へと注いでいる。全長は3779kmで、アメリカ合衆国で2番目に長い川である。
高低差が少なく流れが緩やかなため大型船舶の通行や水運に適し、開拓時代から重要な交通路であり、現代においてもアメリカ中央部における輸送の大幹線となっている。
また、アメリカの東部と西部の境界線でもある。

## 概略
主な支流にはモンタナ州を源流とするミズーリ川（アメリカ合衆国最長）やペンシルベニア州を源流とするオハイオ川などがある。ミズーリ川源流からミシシッピ川河口までの長さは5,971kmで、北アメリカ最大の水系をなす。ミズーリ川は治水のために多くのダムが建設されてダム湖により多くの蛇行がなくなり、500km以上も川の長さは短くなっている。その分ミシシッピ川全体の長さも短くなった。本流の全流路が構造平野であるアメリカの中央平原を流れており、そのため流路の勾配が緩い。水源のイタスカ湖に降った雨が河口に達するまで約90日を要する。
「ミシシッピ」の名は、オジブワ族インディアンの言語で「偉大な川」を意味するmisi-ziibiまたは「大きな川」を意味するgichi-ziibiからの転訛である。オハイオ川との合流地点より北を上ミシシッピ、それより南の河口までを下ミシシッピと称している。かつては川に沿った地域はフランス領であったため、セントポールからニューオーリンズまでフランス人の築いた町が多く存在する。
周辺の気候は、ミズーリ州中央部以北は冷帯湿潤気候、それ以南は温暖湿潤気候となっている。

## 流路

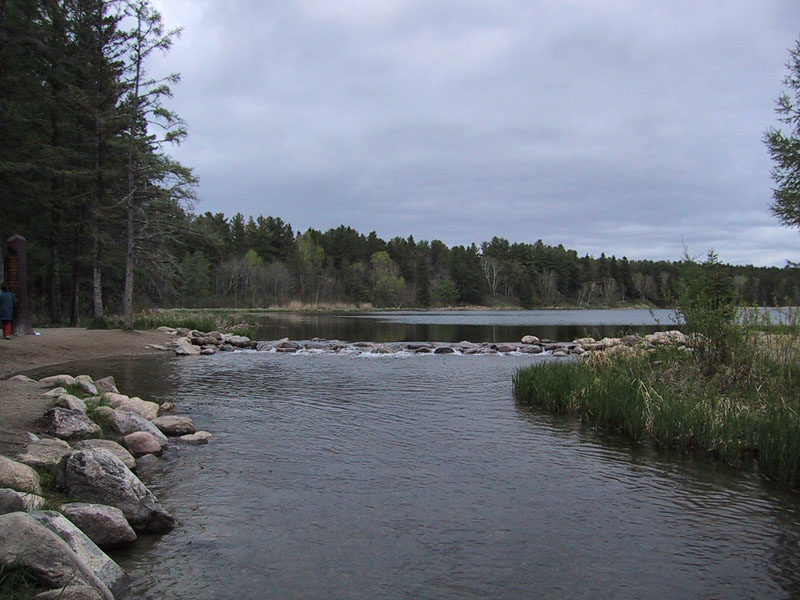
ミシシッピ川の水源であるイタスカ湖

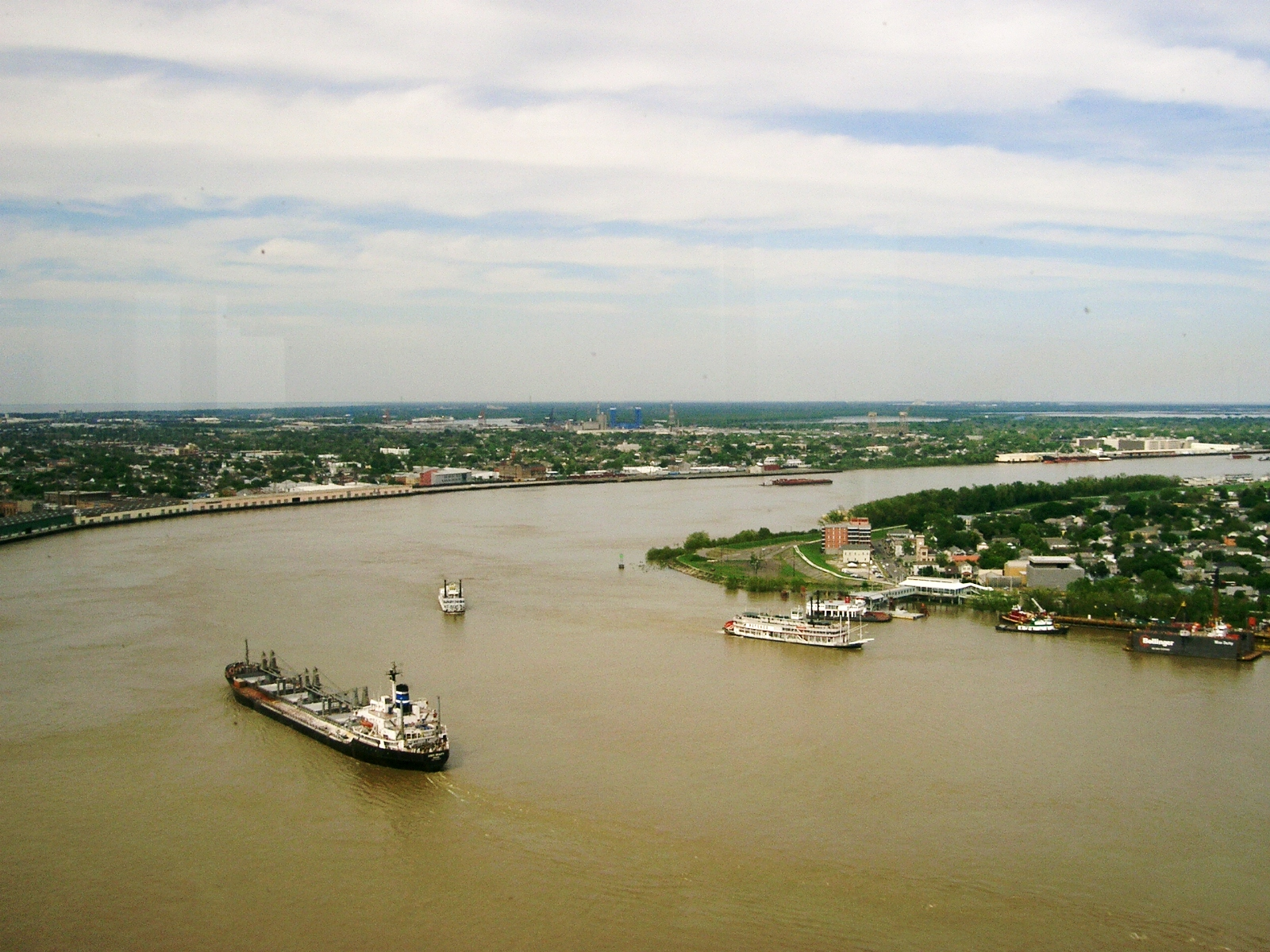
ニューオーリンズ市付近を流れるミシシッピ川

ミネソタ州北部のイタスカ州立公園内にあるイタスカ湖に源を発する。イタスカ湖の標高は450mにすぎず、ミシシッピ本流3779kmの長さでそれだけしか高低差がないため、かなりの部分において船舶の航行が可能である。ミシシッピ川はほぼ南北にまっすぐ流れる。ミシシッピ川で最も上流に存在する大都市はミネアポリスであるが、この都市はミシシッピ川本流唯一の滝であるセント・アンソニー滝のほとりに位置し、セント・アンソニー滝を動力とした製粉業からスタートして大都市へと成長した都市である。やがて滝の利用は直接の動力利用から発電へと移行し、現代でもセント・アンソニー滝の発電は継続している。セント・アンソニー滝には現在では水路が開かれ、ミネアポリスまで船舶の遡行が可能であるが、この水路ができるまではミシシッピ川最上流の遡行地点は、滝の22km下流にあるセントポールの街であった。この2都市は双子都市であり、一つの大都市圏を形成している。一帯を過ぎると、ミネソタ州ワバシャ・ウィスコンシン州のチッペワ川河口とアイオワ州プリンストン・イリノイ州コルドバとの間のミシシッピ川はムール貝のLampsilis higginsii、オオホシハジロ、コハクチョウなどの米国中部の魚類と野生生物の重要な生息地であり、ミシシッピ川上流部野生生物・魚類保護区とトレンピーロー国立野生生物保護区に指定されており、2010年にラムサール条約登録地となった。
セントルイスはミシシッピ川とミズーリ川の合流地点にあり、さらにその少し上流でイリノイ川を合わせることから、水運と鉄道の大結節点として発展してきた。イリノイ川からはイリノイ・ミシガン運河を通って五大湖地方とも連絡している。さらに下流のイリノイ州カイロで、東から流れてきたオハイオ川を合わせる。オハイオ川の水量は、ミズーリ川を合わせたのちのミシシッピ本流より30%ほど多く、このためここからミシシッピ川の水量は大きく増す。標高差が少なく水量が多いため、ミシシッピ川の流路は変遷を繰り返し、非常に蛇行の多いものとなっていた。こうした蛇行は19世紀末以降河川改修によって徐々に姿を消していき、現代では流路はかなり直線に近い形へと改修されているところが多い。また、このためにミシシッピ川沿岸には旧河道に水がたまってできた三日月湖が多く存在する。メンフィスを通過したのち、ミシシッピ川はアーカンソー州でアーカンザス川を合わせる。バトンルージュを通過したのち、ミシシッピ川はルイジアナ州最大の都市であるニューオーリンズを通り、そこから約160km南東のミシシッピ川デルタ（ミシシッピ州北西部の内陸沖積平野のミシシッピ・デルタとは異なる）にあるプラークミンズ郡パイロットタウンからメキシコ湾に注ぐ。ミシシッピ・デルタは南東に向けてメキシコ湾に大きく突出しており、鳥趾状三角州という独特な三角州となっていることで知られている。ミシシッピ川デルタは都市からの地下水の取水やデルタそれ自体の重みによって沈降を続けており、さらにメキシコ湾の潮流による浸食や、上流各地に建設されたダムなどによる土砂流入の減少によって縮小を続けており、デルタ上に位置するニューオーリンズもそれによって地盤沈下を続けている。この地盤沈下は、2005年8月にハリケーン・カトリーナがニューオーリンズに来襲した際に多大な被害をもたらす原因となった。

## 歴史

### ヨーロッパ人到来以前

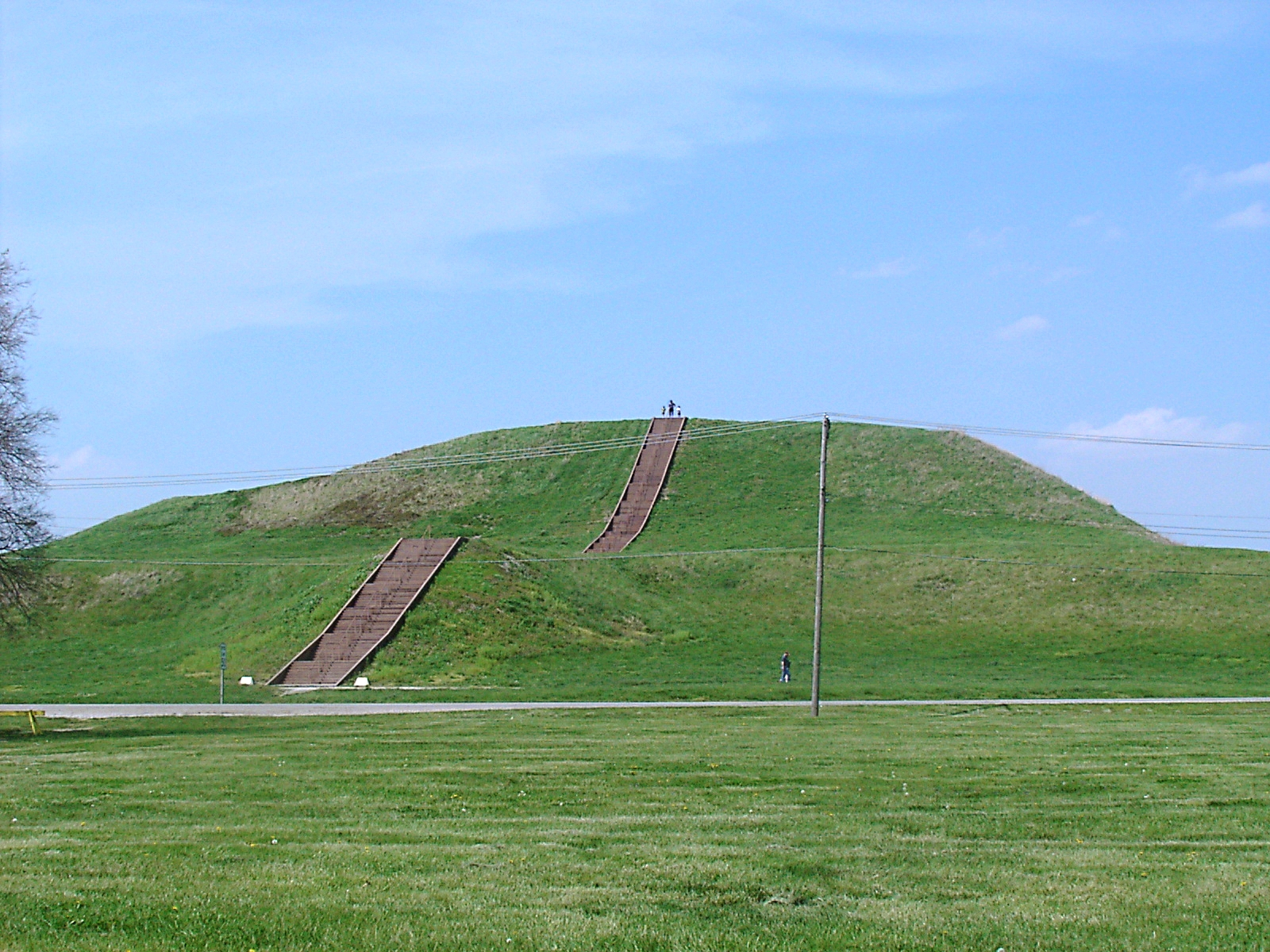
カホキア遺跡のマウンド

西暦800年ごろから、ミシシッピ河谷においてミシシッピ文化と呼ばれるインディアン文化が広まった。この文化はマウンド（墳丘）を築くことを特徴とし、トウモロコシの農耕を基盤とする文化で、首長制国家を各地に築いていた。この文化のもっとも著名な遺跡はセントルイス近郊にあるカホキアで、12世紀から13世紀にかけて栄え、最盛期の人口は推定で1万人ほどに達していた。カホキアは1450年ごろに崩壊するが、ミシシッピ文化自体は変化しながらヨーロッパ人の到達まで継続していた。

### ヨーロッパ人による探検と植民地化
ミシシッピ川に到達した記録が残っている最初のヨーロッパ人はスペイン人のコンキスタドールであるエルナンド・デ・ソトである。彼は1541年5月8日に、アメリカ南部の征服行中にミシシッピ川に到達した。彼の探検隊はミシシッピ川下流域を探検したが、1542年5月21日にミシシッピ河畔でソトは死亡した。死去した場所は、現在のミシシッピ州デソト郡などいくつかの説がある。生き残りの隊員たちはミシシッピ川を下ってメキシコ湾に出、スペイン領にたどり着いた。この探検隊はいくつかのミシシッピ文化の国家を崩壊させたが、それよりミシシッピ文化に致命的な影響を与えたのは彼らの持ち込んだ伝染病であり、これによってミシシッピ文化の多くの首長制国家は崩壊し、人口も大きく減少した。
デ・ソト探検隊ののち、100年以上の間ミシシッピ川流域にはほとんどヨーロッパ人はやってこなかった。次にミシシッピ流域へとやってきたのは、北の五大湖水系を制したフランス人だった。1670年代にはフランス人は五大湖沿岸の探検をほぼ終え、その過程でミシガン湖畔において海にまで流れる巨大な川の話を聞きつけた。1673年にはルイ・ジョリエが五大湖からミシシッピ川に到達し、ミシシッピ川とアーカンザス川の合流地点にまで到達して引き返した。次いで1682年4月9日にはロベール＝カブリエ・ド・ラ・サールがミシシッピを下ってメキシコ湾にまで到達し、これにより北アメリカ大陸中央部を南北に貫く幹線水路が開通した。ラ・サールは1684年に、今度はメキシコ湾からミシシッピ川をさかのぼろうとして上陸地点を誤り、テキサスに上陸してミシシッピ川にたどり着く途中で仲間割れで殺されたが、生き残りはなんとかイリノイからケベックへとたどり着いた。こうして五大湖水系とミシシッピ川水系はつながり、この水系を拠点としてフランスは広大なヌーベルフランス植民地を建設した。ミシシッピ川水系はヌーベルフランス内のフランス領ルイジアナ植民地となったが、しかし、フランス領ルイジアナは面的には広い地域だったものの人口は非常に少なく、ミシシッピ川沿いには交易所や砦が点在するにとどまっていた。それでも、1718年には河口にヌーヴェル・オルレアン（ニューオーリンズ）の街が建設され、1722年にはフランス領ルイジアナの首都となり、ミシシッピ川交易とメキシコ湾海運の結節点として栄えるようになった。このほか、セントルイスなど、このフランス領時代に建設された拠点で現在も都市として存続している場所はミシシッピ川に点在している。
フランスはミズーリ川やオハイオ川などを含めたミシシッピ川水系全域の領有権を主張しており、五大湖水系とつながることで、北アメリカ大陸東岸のイギリス植民地の発展方向をふさぐ形となっていた。このため両国間には小競り合いが絶えず、北米植民地戦争と呼ばれる戦争を断続的に100年以上続けたが、結局最後の北米植民地戦争であるフレンチ・インディアン戦争においてフランスは大敗し、1763年のパリ条約でフランスはミシシッピ川の東側とカナダをイギリスに割譲、ミシシッピ川の西側をスペインに割譲し、北米大陸の領土を完全に喪失した。こうしてミシシッピ川はイギリス植民地とスペイン植民地の境界となったが、1775年に始まったアメリカ独立戦争においてイギリスは敗北し、1783年9月3日のパリ条約によってミシシッピ川東岸は独立したアメリカ合衆国へと譲渡されることとなった。

### アメリカ領時代
1792年には、バージニア州のアパラチア山脈以西がケンタッキー州として分離し、アメリカ第15番目の州となった。これはミシシッピ川流域における初めての州の新設であり、ついで1796年にはアメリカ合衆国政府に属する南西部領土が州に昇格してテネシー州となった。
一方、ミシシッピ川の西岸は1800年にスペインからフランスに再び割譲され、フランス領ルイジアナが復活した。しかし1803年、アメリカはフランスからルイジアナを1500万ドルで購入し、ミシシッピ川の両岸はアメリカ合衆国の領土となった。このルイジアナ買収によってアメリカの領土は2倍となり、また西方への道が開けたことでアメリカの西部開拓に一層拍車がかかることとなった。ルイジアナを購入したとはいえ、ミシシッピ川西方の状況についてはアメリカ東海岸ではほとんど知られておらず、このためルイジアナ買収を行った第三代大統領トーマス・ジェファーソンは1804年にメリウェザー・ルイスとウィリアム・クラークに率いられた探検隊をミシシッピ西方へと派遣した。このルイス・クラーク探検隊はミシシッピ川とミズーリ川の合流点にあり、セントルイスの対岸に位置するウッド・リヴァー基地から出発して支流のミズーリ川沿いに西へと進み、太平洋にまで到達した。この探検によりアメリカはミシシッピ西方の詳細な情報を入手し、以後の西部開拓の大きな助けとなった。それ以降も流域の探検は積極的に進められ、1820年にはミシガン準州知事のルイス・カスがミシガン準州北部（現在のミネソタ州域）に探検隊を派遣してミシシッピ川の源流を探検させ、現在のミネソタ州中北部に位置するカス湖がミシシッピ川の源流であるとした。その後、1832年にはヘンリー・スクールクラフトによって再探検が行われ、カス湖の近傍にあるイタスカ湖がミシシッピ川の源流であると突き止められた。
ミシシッピ川両岸がアメリカ合衆国領となると、沿岸にはアメリカ東部から次々と開拓者が押し寄せ、一定の開拓が進んだ土地は続々と州に昇格していった。1812年に旧フランス領ルイジアナの南端にあたるオーリンズ準州の大半がルイジアナ州として連邦に加盟したのを皮切りに、ミシシッピ州（1817年）、イリノイ州（1818年）、ミズーリ州（1821年）、アーカンソー州（1836年）、アイオワ州（1846年）、ウィスコンシン州（1848年）が成立していき、1858年のミネソタ州加盟をもってミシシッピ川本流沿いはすべてアメリカの州に属することとなった。

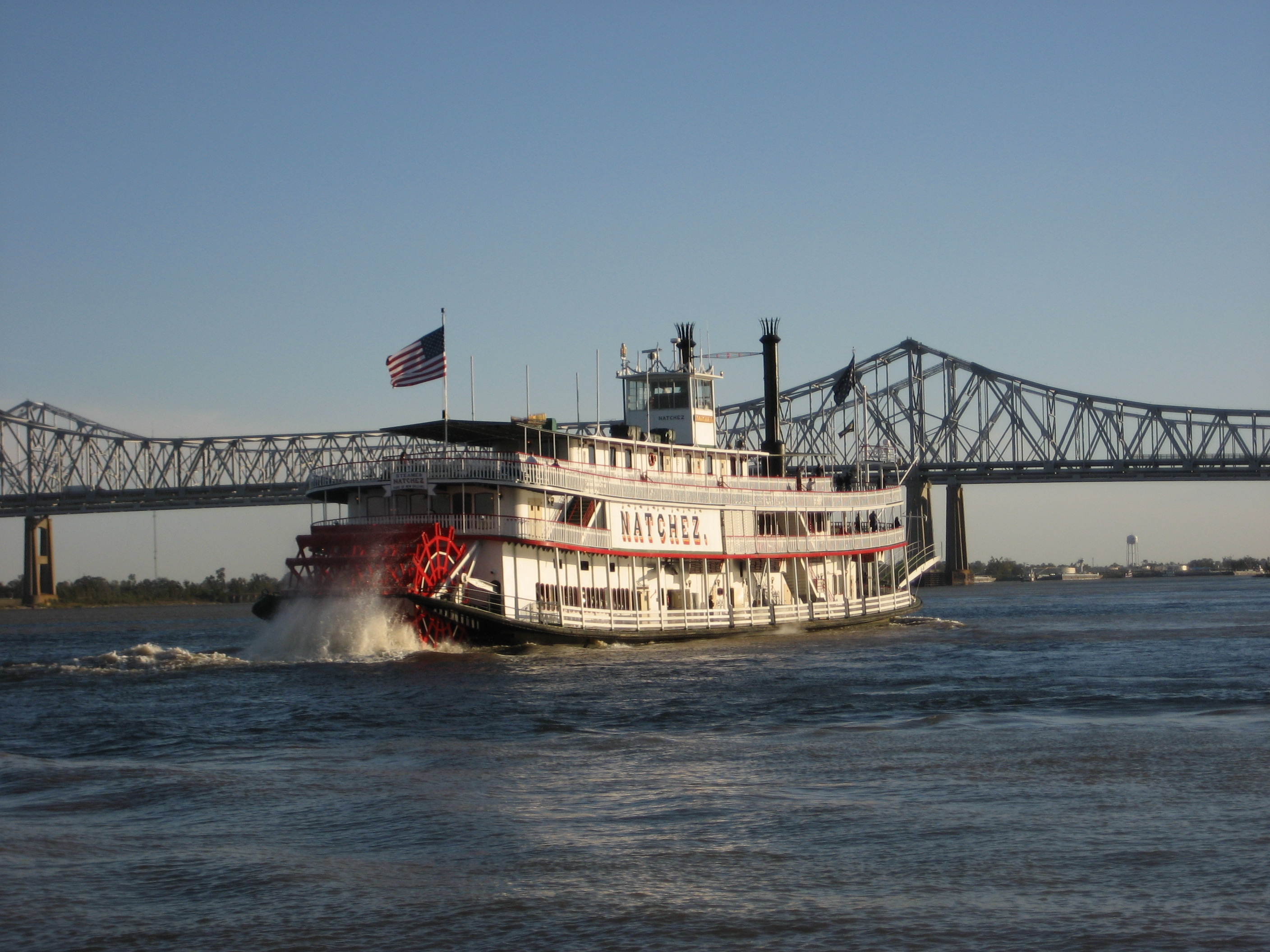
ニューオーリンズのミシシッピ川を走る蒸気船ナチェズ号

ミシシッピ川は植民初期から輸送路として活用されてきたが、ミシシッピ川は流れが強く、沿岸の曳舟道も整備されていなかったために船を上流へ引き上げることは困難だったため、フラットボート（平底船）などの簡易な船を上流で作り、下流まで荷物を運搬したのち荷物を売却し、船も材木として下流で分解し売却するといった片道利用が主流だった。ミシシッピ川の利用が格段に拡大したのは蒸気船の開発以降のことである。外輪の蒸気船が航行する姿は、アメリカ発展史における象徴的存在で、1811年にはミシシッピ川初の蒸気船であるニューオーリンズ号がオハイオ川からミシシッピ川へと就航し、以後急速に蒸気船の利用が進んだ。動力付きの船である蒸気船によって、船舶が遡行できないという難点が解消されたためである。初期の蒸気船は外輪船であり、波の影響を受けないミシシッピ川では外洋と違って外輪船が効果を発揮しやすいこともこの急速な普及の理由の一つだった。一方、簡単に作成して船舶ごと売却できる平底船も、とくに木材の簡単に入手できる開拓地などでは人気があり、1840年代まで盛んに利用され続けていた。1831年にはエイブラハム・リンカーンが平底船の船員としてイリノイ州ニューセイラムからニューオーリンズまで旅し、ここで奴隷市場を目撃している。
ミシシッピ川水路の利用が容易になると、ミシシッピ川交易が本格化した。開拓が急速に進みフロンティアが前進しつつある西部で生産された農作物はミシシッピ川を通じてアメリカ南部へと運ばれ、南部からは砂糖などが川をさかのぼって西部へと運ばれた。開拓初期は早くから開拓の進んだオハイオ川流域とニューオーリンズを結ぶルートが主要ルートだったが、開拓が進むにつれて肥沃な大平原を持つミシシッピ川本流地域の交易も盛んとなった。南部と西部との直接交易のほか、ミシシッピ川はアメリカ全体の交易ルートの一部ともなっていた。すなわち、西部は南部に農作物を売った利益でアメリカ東部から工業製品を購入し、東部は南部から綿花やタバコなどを購入。そして南部は西部から農作物を購入するというサイクルが出来上がり、アメリカ国内経済の統一にミシシッピ川は大きな役割を果たした。ミシシッピ川交易の本格化した1820年代から1840年代にいたるまで、西部の農作物の主要な購入者は南部であり続け、この輸送を担うミシシッピ川は国内交通の柱となっていた。ナチェズなどはこの時期に栄えた河港都市である。1848年には五大湖とミシシッピ川を結ぶイリノイ・ミシガン運河が完成し、ミシシッピ側の拠点となるセントルイスはさらに重要性を増した。
1840年代に入ると、それまで河川と運河が主力だった地域交通が、鉄道の延伸によって変化し始めた。ミシシッピ川の数か所に橋が架けられて鉄道が走るようになり、ミネアポリスやセントルイス、メンフィスといった河港都市はそのまま渡河地点、鉄道と水運との連絡地点としてさらに繁栄した。
ミシシッピ川流域が開発されていくに伴い、アメリカの南北対立がこの流域にも持ち込まれるようになっていった。奴隷制に反対する北部とそれを維持する南部の政治対立は、1820年のミズーリ妥協によって北緯36度30分の緯線より北を自由州、南を奴隷州とすることで両地域のバランスが図られた。ただしミズーリ州はこのラインよりも北に位置するものの、奴隷制度が認められることとなった。これによりミシシッピ川流域の北部諸州は自由州、南部諸州は奴隷州となっていったが、しかしその後もこの問題はくすぶり続け、ついに1860年11月の大統領選挙で共和党のエイブラハム・リンカーンが当選したことによって、1861年1月9日にミシシッピ州が連邦を脱退し、ついでルイジアナ州もそれに続き、1861年2月4日にはこれらの州はアメリカ連合国（南部連合）へと加入した。さらに1861年4月12日に南軍が連邦のサムター要塞を砲撃して戦端が開かれるとアーカンソー州、テネシー州も連合国に参加し、ミシシッピ川も北の合衆国と南の連合国の間の戦場となった。（ミシシッピ川流域戦線）
南北戦争が北軍の勝利に終わると、流域は再び全域がアメリカ合衆国領にもどった。蒸気船は再びミシシッピ川を行きかうようになり、20世紀に入るとエンジン船に動力が変わったものの、21世紀にいたるまでミシシッピ川の河川輸送は重要な地位を保ち続けている。

## 経済

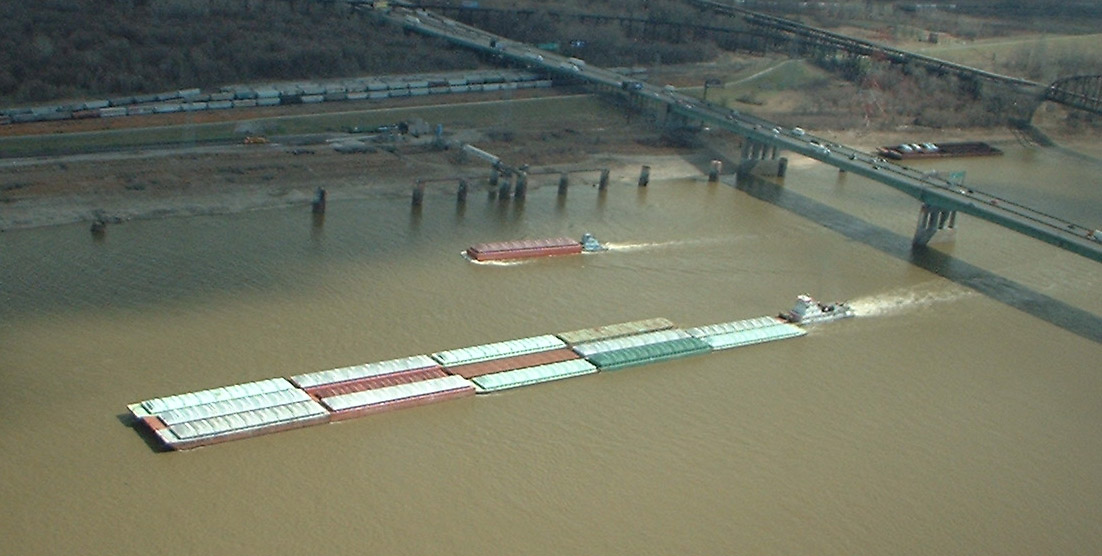
トウボートに押されてミシシッピ川を上る艀。セントルイスのゲートウェイ・アーチ上から撮影

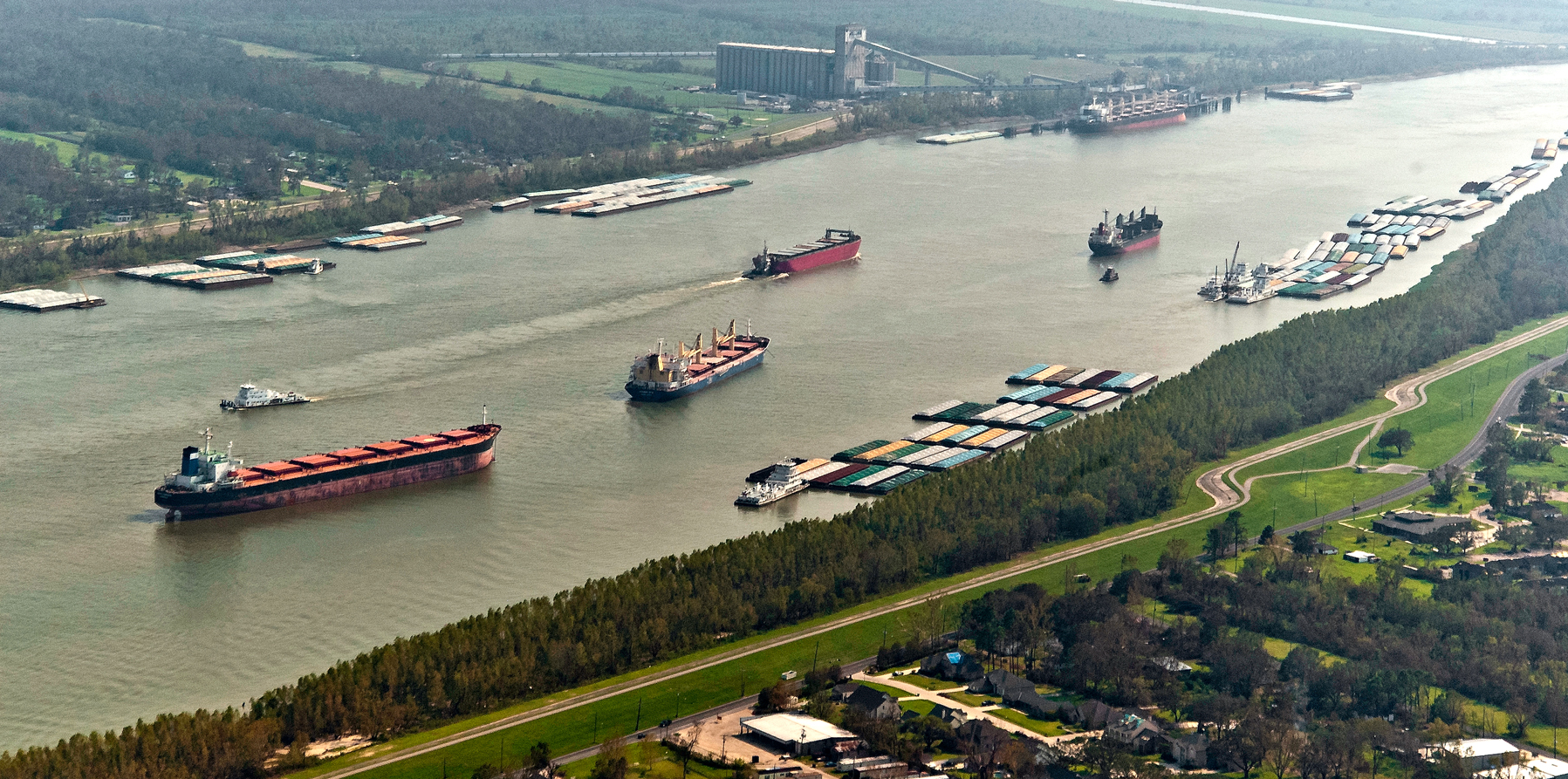
下流エリア

ミシシッピ川は現在でも、アメリカ内陸部の基幹輸送ルートである。ミシシッピ本流はミネアポリスまで大型船が遡行できる。支流であるミズーリ川、オハイオ川、テネシー川、アーカンザス川、カンバーランド川などもひろく船舶が遡行可能である。また、イリノイ川からイリノイ水路を通じてシカゴへと水路がつながっており、五大湖水路との連絡もある。
ミシシッピ川本流北部の沿岸はコーンベルトと呼ばれる大穀物生産地帯であり、中西部の穀物を河口附近の輸出港まではしけで大量輸送する大幹線となっている。ミシシッピ川を利用する貨物には沿岸で生産されるコムギやトウモロコシ、ダイズなどが多い。船舶輸送はトラック・鉄道より圧倒的に大量の荷を低コストで輸送できるため、穀物輸送の主力輸送手段となっている。中西部で集荷された穀物は、大型の艀（バージ）に乗せられ、タグボートに導かれて川を下り、河口のニューオーリンズまで運ばれ、ここから全世界へと出荷される。このため、ニューオーリンズは現代でも河川水運と海運との結節点として、また穀物の輸出港として重要である。アメリカの穀物輸出の6割はメキシコ湾より輸出されるが、その輸出の大半はミシシッピ水系の河川輸送に拠っている。
ミシシッピ川の水路の保守は、アメリカ国内の他の河川と同じくアメリカ陸軍工兵隊によって行われている。これは、アメリカ合衆国憲法第1条8節3項によって州際通商が連邦政府の管轄となっていることによるもので、1899年の河川港湾法第10条によって、他の河川と同じくミシシッピ川の保守もまたアメリカ陸軍工兵隊が担当することとなった。

## 沿岸都市
| 都市圏                                                                 | 人口      |
| ---------------------------------------------------------------------- | --------- |
| ミネアポリス・セントポール都市圏                                       | 3,615,901 |
| セントルイス大都市圏                                                   | 2,900,605 |
| メンフィス大都市圏                                                     | 1,316,100 |
| ニューオーリンズ都市圏                                                 | 1,214,932 |
| バトンルージュ都市圏                                                   | 802,484   |
| ダベンポート・モリーン・ロックアイランド都市圏（クァッド・シティーズ） | 382,630   |
| セントクラウド都市圏                                                   | 189,148   |
| ラクロス都市圏                                                         | 133,365   |
| ケープジラード都市圏                                                   | 96,275    |
| ダビューク郡都市圏                                                     | 93,653    |

ミシシッピ川沿岸には多くの都市が存在し、アメリカ中央部を南北に貫くひとつの都市軸を形成している。これらの都市のほとんどは河港をもち、ミシシッピ川の水運を起点として発展を遂げた。ミシシッピ川沿岸の最大の都市圏は、上流部に位置しミシシッピ川最北の大都市であるミネアポリスとセントポールである。滝を基盤とする工業都市であるミネアポリスと河港を基盤とする港湾都市であるセントポールは近接しており、双子都市の典型の一つとされ、ミネアポリス・セントポール都市圏としてひとつの大都市圏を形成している。ミネアポリスはまた、ミシシッピ川の渡河地点としても重要であった。また、ミネアポリスは周辺の農作物の集散地ともなっている。それに対し、ミネソタ州の州都のあるセントポールは行政都市としての性格も強い。これに次ぐ大都市圏は流路のほぼ中央部にあるセントルイスであるが、ここは西のミズーリ川、北のミシシッピ川、北東のイリノイ川および五大湖、さらには東のオハイオ川の合流点からも遠くなく、水運の一大結節点となっていた。1840年代以降、セントルイスを拠点として鉄道が全方位に四通八達するようになり、鉄道のミシシッピ川の渡河地点としても、さらに鉄道などの陸路と水路の結節点として成長してきた。メンフィスは周辺の綿花の集散地、そして鉄道と水路の要衝として栄えた町である。そして、これらの水路と海路の結節点となっているのが、河口に位置し海港を持つニューオーリンズである。人口100万人を超える大都市圏はこの4つであるが、これに次ぐものとして大きな河港をもち、また周辺の石油開発の基地やルイジアナ州の州都として行政都市の面を持つバトンルージュがある。

## 災害
ミシシッピ川沿岸、とりわけ上・中流域においては洪水が多く発生している。特に被害の大きかった洪水は、アーカンソー州に甚大な被害をもたらした1927年のミシシッピ大洪水や、アイオワ州とミズーリ州を襲った1993年のアメリカ中西部大洪水がある。アメリカ中西部大洪水においては被害総額は100億ドル以上にものぼった。一方、南部ではハリケーンの来襲を受けやすく、2005年8月のハリケーン・カトリーナはミシシッピ・デルタ地帯を直撃し、ニューオーリンズ市に甚大な被害をもたらした。
ヴィックスバーグにおけるミシシッピ川の流量(m3/s)
（1965年から1983年の平均データ）.

## 文化
ミシシッピ川はアメリカ文化にも大きな影響を与えている。アメリカ最大の作家のひとりであるマーク・トウェインはミシシッピ川沿いのミズーリ州ハンニバルで少年期を過ごし、『トム・ソーヤーの冒険』や『ハックルベリー・フィンの冒険』といった彼の代表作はこの少年期の経験をもとにして描かれている。マーク・トウェインとのペンネーム自体、ミシシッピ川を行き交う蒸気船の水先人への合図「by the mark, twain」（水深二尋）からとられている。
音楽においても、ミシシッピ川沿岸地方は大きな役割を果たしてきた。特に南部において、黒人が持っていた音楽文化と白人の音楽文化が融合し、都市という場を得て花開いたのである。ブルースはメンフィスやセントルイスが本場であり、またジャズもニューオーリンズが発祥の地であり、ここから世界中に広まっていった。

## 流域の州
五大湖周辺の河川を除くと、ミシシッピ川にはロッキー山脈とアパラチア山脈の間のほとんどの河川が流れ込んでいる。ミシシッピ川本流はアメリカ合衆国中央部の以下の10州を流れている。
- ミネソタ州
- ウィスコンシン州
- アイオワ州
- イリノイ州
- ミズーリ州
- ケンタッキー州
- アーカンソー州
- テネシー州
- ミシシッピ州
- ルイジアナ州

## 支流
下流より記載
- レッド川
- アーカンザス川
- オハイオ川
  - テネシー川
    - カンバーランド川

  - カナワ川（英語版）
    - ニュー川

  - アレゲニー川
  - モノンガヒラ川
- ミズーリ川
  - カンザス川
  - プラット川
  - リトルスー川
  - ビッグスー川
  - ヴァーミリオン川
  - リトルミズーリ川
  - ホワイト・アース川
  - イエローストーン川
    - ビッグホーン川
      - ウィンド川
- イリノイ川
  - デプレインズ川（英語版）
    - シカゴ川

  - カンカキー川（英語版）
- デモイン川
- アップル川
- バッドアクス川
- ミネソタ川
  - コットンウッド川（英語版）
    - プラム川（プラム・クリーク）
- スクールクラフト川

## ミシシッピ川を舞台とした作品
- レヴィー・ブレイク
- マーク・トゥエインの一連の作品。トム・ソーヤーの冒険 (アニメ)のエンディングテーマの題名がそのまま「ぼくのミシシッピー」（映像も主人公トムとその友人ハックがミシシッピ川沿岸を、航行する蒸気船と一緒に走るものである）

　自伝的作品『ミシシッピの生活』"Life on the Mississippi", 1874年